# Ahmad Khesraw
Ahmad Khesraw (sinh ngày 6 tháng 2 năm 1982) là một cầu thủ bóng đá người Afghanistan. Anh thi đấu cho đội tuyển quốc gia Afghanistan.

## Thống kê đội tuyển quốc gia
| Đội tuyển quốc gia Afghanistan | Đội tuyển quốc gia Afghanistan | Đội tuyển quốc gia Afghanistan |
| Năm                            | Số trận                        | Bàn thắng                      |
| ------------------------------ | ------------------------------ | ------------------------------ |
| 2003                           | 1                              | 0                              |
| 2004                           |                                |                                |
| 2005                           |                                |                                |
| 2006                           |                                |                                |
| 2007                           |                                |                                |
| 2008                           |                                |                                |
| 2009                           |                                |                                |
| 2010                           |                                |                                |
| Tổng                           |                                |                                |